# Хомино (Харьковская область)
Хомино (укр. Хомине) — село Лесностенковский сельский совет Купянский район Харьковская область.
Код КОАТУУ — 6323783707. Население по переписи 2001 года составляет 16 (10/6 м/ж) человек.

## Географическое положение
Село Хомино находится на правом берегу Оскольского водохранилища, 
выше по течению на расстоянии в 1 км расположено село Лесная Стенка.

## История
- 1675 — дата основания.

## Экономика
- Молочно-товарная ферма.